# Holiday Casino
Holiday Casino fue un casino que abrió en 1972 como una torre de 15 pisos con un show de botes como un podio. En 1983, ellos agregaron una torre de 23 pisos. Después Holiday Casino construyó otra torre de 33 pisos en el año de 1989. En 1992 fue renombrado a Harrah's Las Vegas.
- Datos: Q9004462